# Acanthoscurria chacoana
Acanthoscurria chacoana é uma espécie de aranha pertencente à família Theraphosidae (tarântulas). É uma tarantula terrestre descrita primeiramente por Jean Brèthes em 1909, sendo encontrada no Brasil, Bolívia, Paraguai e Argentina.